# Mirgul Moldoissajewa
Mirgul Moldoissajewa (kirgisisch Миргуль Молдоисаева; * 1979, Oblus Yssyk-Köl, Kirgisische SSR) ist eine kirgisische Botschafterin. Sie ist seit Februar 2016 Ständige Vertreterin ihres Landes bei den Vereinten Nationen in New York.

## Berufsweg
Mirgul Moldoissajewa absolvierte im Jahr 2000 ein Bachelorstudium des Internationalen Rechts an der Internationalen Universität Kirgisistans, anschließend erwarb sie 2003 den Masterabschluss in Zivilrecht an der Kirgisischen Nationalen Universität. Sie arbeitete seit 2000 im Präsidialamt der Kirgisischen Republik, 2005 wurde sie Assistentin im Referat für Internationale Zusammenarbeit. Von 2009 bis 2010 war sie Expertin des Kommunikationsdienstes der Kirgisischen Zentralagentur für Entwicklung, Investition und Innovation.
Moldoissajewa kehrte 2010 als Referentin für Außenpolitik an das Präsidialamt zurück. Im Jahr 2014 übernahm sie zuerst die Leitung der Situations- und Analyseabteilung im Bereich Außenpolitik und wurde im November Leiterin der Abteilung Internationale Zusammenarbeit der kirgisischen Regierung.
Mirgul Moldoissajewa wurde am 24. Februar 2016 als Ständige Vertreterin der Kirgisischen Republik bei den Vereinten Nationen akkreditiert. Im folgenden Jahr erhielt sie den Rang einer außerordentlichen und bevollmächtigten Botschafterin.
Moldoissajewa wurde 2014 für „Exzellenz im öffentlichen Dienst“ ausgezeichnet. Sie spricht Kirgisisch, Russisch und Englisch.